# Lycaon
Lycaon là một chi động vật có vú trong họ Chó, bộ Ăn thịt. Chi này được Brookes miêu tả năm 1827. Loài điển hình của chi này là chó hoang châu Phi (Lycaon pictus).

## Các loài
Chi này gồm các loài:
- Lycaon pictus (chó hoang châu Phi)
- Lycaon sekowei